# Carlos Mota Pinto
Carlos Alberto da Mota Pinto GCC, portugalski pravnik, pedagog in politik, * 25. julij 1936, Pombal, † 7. maj 1985, Coimbra.
Mota Pinto je bil profesor na Katoliški univerzi Portugalske, član Zbora Republike, minister za trgovino in turizem Portugalske (1976-1977), predsednik vlade Portugalske (1978-1979), podpredsednik vlade Portugalske in minister za obrambo Portugalske (1983-1985).